# بولي بلات
بولي بلات (بالإنجليزية: Polly Platt) هي منتجة أفلام وكاتبة سيناريو أمريكية، ولدت في 29 يناير 1939 في Fort Sheridan, Illinois ‏ في الولايات المتحدة، وتوفيت في 27 يوليو 2011 في نيويورك في الولايات المتحدة بسبب تصلب جانبي ضموري.

## وصلات خارجية
- بولي بلات على موقع IMDb (الإنجليزية)
- بولي بلات على موقع ألو سيني (الفرنسية)
- بولي بلات على موقع أول موفي (الإنجليزية)
- بولي بلات على موقع قاعدة بيانات الأفلام السويدية (السويدية)
- بولي بلات على موقع قاعدة بيانات الفيلم (الإنجليزية)